# Akermania sylvatica
Akermania sylvatica là một loài chân đều trong họ Armadillidae. Loài này được Barnard miêu tả khoa học năm 1958.